# Antonio Alkana
Antonio Alkana (Città del Capo, 12 aprile 1990) è un ostacolista e velocista sudafricano.

## Palmarès
| Anno | Manifestazione          | Sede           | Evento   | Risultato  | Prestazione | Note                                     |
| ---- | ----------------------- | -------------- | -------- | ---------- | ----------- | ---------------------------------------- |
| 2015 | Mondiali                | Pechino        | 110 m hs | Batteria   | 13"63       |                                          |
| 2015 | Mondiali                | Pechino        | 4×100 m  | Batteria   | dnf         | [ 1 ]                                    |
| 2015 | Giochi panafricani      | Brazzaville    | 110 m hs | Oro        | 13"32       | Record dei Giochi                        |
| 2016 | Mondiali indoor         | Portland       | 60 m hs  | Batteria   | 7"76        | Miglior prestazione personale            |
| 2016 | Campionati africani     | Durban         | 110 m hs | Oro        | 13"43       | Record dei campionati                    |
| 2016 | Campionati africani     | Durban         | 4×100 m  | Oro        | 38"84       | [ 2 ]                                    |
| 2016 | Giochi olimpici         | Rio de Janeiro | 110 m hs | Semifinale | 13"55       |                                          |
| 2017 | Mondiali                | Londra         | 110 m hs | Semifinale | 13"59       |                                          |
| 2018 | Giochi del Commonwealth | Gold Coast     | 110 m hs | 5º         | 13"49       |                                          |
| 2018 | Campionati africani     | Asaba          | 110 m hs | Oro        | 13"51       |                                          |
| 2019 | Mondiali                | Doha           | 110 m hs | Semifinale | 13"47       |                                          |
| 2021 | Giochi olimpici         | Tokyo          | 110 m hs | Batteria   | 13"55       | Miglior prestazione personale stagionale |
| 2022 | Campionati africani     | Saint Pierre   | 110 m hs | Bronzo     | 13"59       |                                          |
| 2022 | Campionati africani     | Saint Pierre   | 4×100 m  | Argento    | 39"79       | [ 3 ]                                    |
| 2022 | Mondiali                | Eugene         | 110 m hs | Batteria   | 13"64       |                                          |
| 2023 | Mondiali                | Budapest       | 110 m hs | Batteria   | 14"25       |                                          |

## Altre competizioni internazionali
2016
- Bronzo al Meeting international Mohammed VI d'athlétisme de Rabat ( Rabat), 110 m hs - 13"28